# Liste der Einträge im National Register of Historic Places im Audubon County

Lage des Audubon County in Iowa

Die Liste der Einträge im National Register of Historic Places im Audubon County in Iowa führt die Bauwerke und historischen Stätten im Audubon County auf, die in das National Register of Historic Places aufgenommen wurden.

## Legende
| NRHP | Historic Place    |
| HD   | Historic District |

## Aktuelle Einträge
| [ 2 ] | Name                                                     | Bild                                        | Eintragsdatum         | Lage | Ort                         | Beschreibung                                                                                    |
| ----- | -------------------------------------------------------- | ------------------------------------------- | --------------------- | --- | --------------------------- | ----------------------------------------------------------------------------------------------- |
| 1     | Audubon County Court House                               | Audubon County Court House                  | 2003 ID-Nr. 03000826  | 318 Leroy Street 41° 43′ 16″ N, 94° 55′ 43″ W                                                                                       | Audubon                     | 1939 im Stil der Moderne errichtetes heutiges Justiz- und Verwaltungsgebäude des Audubon County |
| 2     | Audubon County Courthouse                                | Audubon County Courthouse                   | 1977 ID-Nr. 77000493  | Washington Street Ecke Kilworth Street 41° 35′ 26″ N, 94° 52′ 44″ W                                                                 | Exira                       | 1874 errichtetes früheres Justiz- und Verwaltungsgebäude des Audubon County                     |
| 3     | Audubon County Home Historic District                    | Audubon County Home Historic District       | 2015 ID-Nr. 15000080  | 1891 215th Strett 41° 41′ 44,5″ N, 94° 55′ 21,3″ W                                                                                  | In der Umgebung von Audubon |                                                                                                 |
| 4     | Bennedsen, Boldt, and Hansen Building                    |                                             | 1991 ID-Nr. 91001460  | Main Street 41° 37′ 43″ N, 95° 4′ 20″ W                                                                                             | Kimballton                  | 1913 errichtetes Geschäftshaus; heute Museum                                                    |
| 5     | Bethany Danish Evangelical Lutheran Church               |                                             | 1991 ID-Nr. 91001457  | Crane Avenue 41° 39′ 8″ N, 95° 3′ 11″ W                                                                                             | Sharon Township             | 1898 errichtete lutherische Kirche dänischer Einwanderer                                        |
| 6     | John D. Bush House                                       | John D. Bush House                          | 1991 ID-Nr. 91001461  | 219 North Kilworth Street 41° 35′ 38″ N, 94° 52′ 31″ W                                                                              | Exira                       | 1873 errichtetes Wohnhaus                                                                       |
| 7     | Andrew P. Hansen Farmstead                               |                                             | 1991 ID-Nr. 91001458  | Zwischen IA 44 und County Road P58 am Little Elkhorn Creek 41° 35′ 45″ N, 94° 59′ 6″ W                                              | Brayton                     | 1884 eingerichtete Farm                                                                         |
| 8     | Immanuel Danish Evangelical Lutheran Church              | Immanuel Danish Evangelical Lutheran Church | 1991 ID-Nr. 91001462  | West 2nd Street 41° 37′ 47″ N, 95° 4′ 28″ W                                                                                         | Kimballton                  | 1904 errichtete Kirche dänischer Einwanderer                                                    |
| 9     | Hans J. Jorgensen Barn                                   | Hans J. Jorgensen Barn                      | 1991 ID-Nr. 91001452  | IA 44 Ecke Main Street 41° 37′ 55″ N, 95° 4′ 25″ W                                                                                  | Kimballton                  | 1908 errichtete Rundscheune                                                                     |
| 10    | Kimballton Commercial District                           | Kimballton Commercial District              | 1995 ID-Nr. 95001016  | Alfred Street und Main Street 41° 37′ 44″ N, 95° 4′ 20″ W                                                                           | Kimballton                  | 26 Gebäude in der Innenstadt                                                                    |
| 11    | Kimballton West 2nd-West 3rd Street Residential District | weitere Bilder                              | 1995 ID-Nr. 95001017  | West 2nd Street zwischen IA 44 und Odense Street sowie West 3rd Street zwischen IA 44 und Esbeck Street 41° 37′ 43″ N, 95° 4′ 32″ W | Kimballton                  | Wohngebiet mit 43 Gebäuden verschiedener Baustile                                               |
| 12    | Hans M. Koch House                                       |                                             | 1991 ID-Nr. 91001453  | IA 173 41° 37′ 12″ N, 95° 4′ 24″ W                                                                                                  | Kimballton                  | 1908 errichtetes Wohnhaus                                                                       |
| 13    | Jens T. Larsen House                                     |                                             | 1991 ID-Nr. 91001451  | 103 Main Street 41° 37′ 38″ N, 95° 4′ 22″ W                                                                                         | Kimballton                  | 1894 errichtetes Wohnhaus                                                                       |
| 14    | Poplar Rural District                                    |                                             | 1992 ID-Nr. 91001463  | an der Grenze zum westlich benachbarten Shelby County 41° 40′ 28″ N, 95° 6′ 29″ W                                                   | Sharon Township             | 29 landwirtschaftliche Gebäude                                                                  |
| 15    | Ross Grain Elevator                                      |                                             | 2018 ID-Nr. 100002575 | 5940 Main Street 41° 46′ 25,3″ N, 94° 55′ 19,6″ W                                                                                   | In der Umgebung von Audubon |                                                                                                 |